# 鄭元暢
鄭綜騰（1982年6月19日—），藝名鄭元暢，台灣男演員、模特兒、主持人及歌手。

## 演藝生涯
鄭元暢的父母在他小學的時候離婚，高中畢業後，他獨自到台北發展，進入「凱渥模特兒經紀公司」。2003年憑藉偶像劇《薔薇之戀》出道，飾演核心人物韓葵，並以其表演获知名度，當時媒體指稱為2004年演藝界的強勢黑馬，該劇於2004年獲得電視金鐘獎「年度最受歡迎戲劇節目獎」，其亦成為凱渥模特兒經紀公司第一位跨足戲劇並獲成績的模特兒。2004年，與許瑋倫合作拍攝第二部電視劇作品《撞球小子》，首度擔綱男主角。2005年主演偶像劇《惡作劇之吻》，劇中聰明帥氣的白馬王子形象獲得迴響，創下個人事業高峰，並於2007年拍攝續集《惡作劇2吻》。2009年，發行個人首張EP《暢一首歌》。
2012年，他與陳妍希和多位股東合資創辦「妳是我的命運 Destino」東南亞風味義法餐廳，並在當兵前夕，開設經紀公司「M.I.E最大國際娛樂公司」。2012年8月8日入伍，為陸軍2142梯次，宜蘭金六結新訓，結訓後分發到海巡署，於2013年7月17日正式退伍。2014年，退伍後接演最新偶像劇《你照亮我星球》，與導演瞿友寧第四度合作。2024年以「有生之年」獲金鐘戲劇節目類男配角獎，出道21年終獲獎。

## 副業
- 2012年於台北市大安區開設「妳是我的命運 Destino」東南亞風味義法餐廳。
- 2012年當兵前夕與前經紀公司凱渥約滿，決定自行開設藝人經紀公司「M.I.E 最大國際娛樂公司」，公司所簽藝人為李程彬。

## 影視作品

### 電視劇 / 網路劇
| 年份 | 頻道               | 劇名                | 角色        | 性質       |
| 2003 | 台視、東風         | 薔薇之戀            | 韓葵        | 第二男主角 |
| 2004 | 八大               | 撞球小子            | 明快        | 第一男主角 |
| 2004 | 台視               | 米迦勒之舞          | 路西弗      | 客串       |
| 2004 | 東森               | 我的寵物老公        | X同學       | 客串       |
| 2004 | 東風衛視           | 安室愛美惠          | 韓森曼      | 第二男主角 |
| 2004 | 華視、東森         | 愛情魔戒            | 杜競航      | 第一男主角 |
| 2005 | 中視、八大         | 惡作劇之吻          | 江直樹      | 第一男主角 |
| 2006 | 中國大陸           | 第一桶金            | 林春生      | 第一男主角 |
| 2006 | 中國大陸           | 庚子風雲            | 陳然        | 第一男主角 |
| 2007 | 華視、八大         | 熱情仲夏            | 歐陽累      | 第一男主角 |
| 2007 | 中視、八大         | 惡作劇2吻           | 江直樹      | 第一男主角 |
| 2008 | 華視、八大         | 蜂蜜幸運草          | 鄧真山      | 第一男主角 |
| 2008 | 中視、八大         | 我的億萬麵包        | 蔡進來      | 第一男主角 |
| 2008 |                    | 工人之戀-留學生之戀 | Kevin Cheng | 第一男主角 |
| 2010 | 台視、三立         | 國民英雄            | 安在勇      | 第一男主角 |
| 2010 | 土豆网、華視       | 欢迎爱光临          | 夏天        | 第一男主角 |
| 2012 | 湖南衛視           | 愛的蜜方            | 陳皓峰      | 第一男主角 |
| 2014 | 民視、八大         | 你照亮我星球        | 劉城偉      | 第一男主角 |
| 2015 | 湖南衛視           | 只因单身在一起      | 喬聖宇      | 第一男主角 |
| 2016 | 湖南衛視           | 仙劍雲之凡          | 龍幽        | 第二男主角 |
| 2017 | 愛奇藝             | 天淚傳奇之鳳凰無雙  | 蕭鳳青      | 第一男主角 |
| 2018 | 北京衛視           | 合伙人              | 霍志远      | 第二男主角 |
| 2019 | 愛奇藝             | 爵跡臨界天下        | 銀塵        | 第一男主角 |
| 2019 | 浙江衛視           | 喬安你好            | 陸遠揚      | 第一男主角 |
| 2020 | 愛奇藝             | 情深缘起            | 沈世钧      | 第一男主角 |
| 2021 | 愛奇藝、華視       | 無神之地不下雨      | Fali（風）  | 特別演出   |
| 2021 | Netflix            | 華燈初上            | 吳少強      | 特別演出   |
| 2023 | 愛奇藝、八大戲劇台 | 不良執念清除師      | 余鎮元      | 男配角     |
| 2023 | TVBS歡樂台         | 有生之年            | 高嘉揚      | 男配角     |
| 2024 |                    | 凶宅專賣店          |             | 客串       |

### 電影
| 上映日期       | 劇名               | 角色   | 性質   | 導演   |
| 2008年4月11日  | 情非得已之生存之道 | 鄭元暢 | 客串   | 鈕承澤 |
| 2012年12月28日 | 花漾               | 文秀   | 男主角 | 周美玲 |
| 2015年4月16日  | 我是女王           | 王子煜 | 男主角 | 伊能靜 |
| 2015年5月15日  | 重生愛人           | 程峰回 | 男主角 | 曹大偉 |
| 2017年7月27日  | 建軍大業           | 俞濟時 | 客串   | 劉偉強 |
| 待上映         | 柏林童話           | 唐糖   | 男主角 | 夏詠   |
| 待上映         | 济公               |        | 男主角 |        |

### 電視節目
| 年份   | 頻道       | 節目名稱     | 性質     |
| 2023年 | 東森綜合台 | 《社長之路》 | 固定主持 |

### 微電影
| 年份   | 劇名       | 角色   | 性質   | 導演   |
| 2012年 | 時間檔案館 | 劉建水 | 男主角 | 劉偉強 |

### 舞台劇
| 公演期               | 劇名                   | 角色 | 導演   |
| 2008年11月~2010年5月 | 華麗上班族之生活與生存 | 李想 | 林奕華 |

### 其他
| 年份   | 劇名                 |
| 2003年 | 年代專案《緣來正好》 |

### MV
| 年份 | 歌曲                        | 歌手              | 備註             |
| 2002 | 擁抱不見得擁有              | 李翊君            |                  |
| 2002 | 玫瑰眼淚                    | 鄭中基            |                  |
| 2002 | 對面男生的房間 (演唱會版本) | 劉若英            |                  |
| 2002 | 吉他手                      | 陳綺貞            |                  |
| 2002 | 不吵不鬧                    | 溫嵐              |                  |
| 2002 | 禮物                        | 張學友            |                  |
| 2003 | 葉子                        | 阿桑              |                  |
| 2003 | 花都開好了                  | S.H.E             | 電視劇原聲帶MV   |
| 2005 | 惡作劇                      | 王藍茵            |                  |
| 2007 | 你要什麼就說                | 小宇              |                  |
| 2007 | 累了                        | 信                | 電視劇原聲帶MV   |
| 2007 | 幸福合作社                  | 范曉萱            |                  |
| 2007 | 忠於原味                    | 鄭元暢            | 電視劇原聲帶MV   |
| 2008 | 幸運草的祝福                | Clover 幸運草樂團 |                  |
| 2008 | 想你的習慣                  | 小宇              | 電視劇原聲帶MV   |
| 2009 | 曬出好心情                  |                   |                  |
| 2009 | 暢一首歌                    | 鄭元暢            |                  |
| 2009 | 不死心                      | 鄭元暢            |                  |
| 2009 | 彩色Party                   | 鄭元暢            |                  |
| 2012 | 還我                        | S.H.E             | 電影原聲帶MV     |
| 2016 | 你不是一個人                | 梁詠琪            |                  |
| 2024 | 感情用事                    | 王心凌            | 與楊謹華共同出演 |

## 音樂作品

### 個人EP
| 年份 | 發行公司 | 專輯名稱     | 性質 | 曲目 | 各版本詳情 |
| 2009 | Avex     | 《暢一首歌》 | EP   | 1. 不死心 2. 王子復仇記 3. 暢一首歌 4. 彩色Party 5. 麵包的滋味 6. My Song, Your Sun (收錄在暢一首歌 熱暢慶功版(CD+DVD)中) | - 2009年9月25日發行 暢一首歌 (私密貼近版) CD曲目: 1. 不死心 2. 王子復仇記 3. 暢一首歌 4. 彩色Party 5. 麵包的滋味 附贈內容: 1. 80頁夏日暢遊寫真書 - 2009年9月25日發行 暢一首歌 (全面擁抱版) CD曲目: 1. 不死心 2. 王子復仇記 3. 暢一首歌 4. 彩色Party 5. 麵包的滋味 DVD曲目: 1. 日本石川旅遊紀實DVD 附贈內容: 1. 1組5張明信片 2. 1組3張隨身卡片貼紙 - 2009年10月16日發行 暢一首歌 熱暢慶功版(CD+DVD) CD曲目: 1. 不死心 2. 王子復仇記 3. 暢一首歌 4. 彩色Party 5. 麵包的滋味 6. My Song, Your Sun DVD曲目: 1. 25分鐘 【暢一首歌】幕後花絮全記錄 2. 暢一首歌MV 3. 不死心(冷色絲心版)MV 4. 不死心(暖色絲心版)MV 附贈內容: 1. A4尺寸限定小海報 |

### 電視劇歌曲
| 年份 | 歌曲名稱     | 演唱者                                              | 戲劇                   | 歌曲性質 | 專輯                       |
| 2007 | 親夏天一下   | 鄭元暢、五熊、寒                                    | 偶像劇《熱情仲夏》     | 插曲     | 《熱情仲夏電視原聲帶》     |
| 2007 | 忠於原味     | 鄭元暢                                              | 偶像劇《惡作劇2吻》    | 插曲     | 《惡作劇2吻電視原聲帶》    |
| 2008 | 幸運草的祝福 | 鄭元暢、張鈞甯、伊藤千晃、李國毅 (Clover幸運草樂團) | 偶像劇《蜂蜜幸運草》   | 插曲     | 《蜂蜜幸運草電視原聲帶》   |
| 2008 | Give Me Love | 鄭元暢、伊籐千晃                                    | 偶像劇《蜂蜜幸運草》   | 插曲     | 《蜂蜜幸運草電視原聲帶》   |
| 2014 | 愛情引力     | 鄭元暢、張鈞甯                                      | 偶像劇《你照亮我星球》 | 插曲     | 《你照亮我星球電視原聲帶》 |

### 綜藝節目
| 年份 | 歌曲名稱 | 演唱者                                                                                 | 戲劇         | 歌曲性質 |
| 2014 | 敢愛敢戰 | 鄭元暢、林依晨、謝依霖、黎明、潘曉婷、魏晨、盛一倫、陳楚河、朱珠、李小鵬、唐曉天、王濛 | 《非凡搭檔》 | 主題曲   |
| 2015 | 真心英雄 | 鄭元暢、佟大為、朱亞文、楊坤、陳學冬、張杰                                             | 《真心英雄》 | 主題曲   |

### 合唱
| 年份 | 歌曲名稱       | 演唱者 | 備註 |
| 2007 | 天使的翅膀     | 群星 - 鄭元暢 - 林依晨 - 楊丞琳 - 黃鴻升 - 賀軍翔 - 王心淩 - 白吉勝 - 張善為 - 品冠 - 曹格 - 霍建華 - 楊謹華 - 范逸臣 - 施易男 - 黃嘉千 - 林韋君 - 陳宇凡 | 紀念藝人許瑋倫，由黃韻玲特別為她譜寫的歌曲。 |
| 2010 | 一閃一閃亮晶晶 | 群星 - 鄭元暢 - 林依晨 - 張鈞甯 - 張小燕 - 徐熙娣 - 于美人 - 陶晶瑩 - 蔡康永 - 鈕承澤 - 侯佩岑 - 陳怡蓉 - 溫昇豪 - 吳慷仁 - 陸弈靜 - 陳宇凡 - 賈永婕 - 陳孝萱 - Makiyo - 江美琪 - 大嘴巴 - 阿KEN - 納豆 - 黃鴻升 - 趙正平 - 林雨宣 - 袁艾菲 - 林柏宏 - 林芯儀 - 賴聖恩 - 王宏恩 - 自由發揮 - 張心傑 - 方宥心 | 藝人陳建州登高一呼，和心路基金會的好天天合唱團一同演唱兒歌「小星星」。這項活動獲得60多位藝人齊聚一堂，和心路學員肩並肩同聲大合唱，用行動表達對發展困難兒童的支持。 |

## 主持作品
- 2003年 東風《亞洲娛樂通》
- 2007年 第一屆凱渥夢幻之星
- 2008年 第二屆凱渥夢幻之星
- 2015年 中國江蘇衛視真心英雄
- 2023年 東森綜合台〈社長之路〉

## 書籍作品

### 著作
- 2003年 《ALWAYS SMILE 鄭元暢籃球偶像事件簿》
- 2004年 《我型我色2004鄭元暢配色事典》
- 2006年 《Catwalk凱渥星模星力2006》- 鄭元暢等凱渥名模著
- 2009年 《旅遊達人in 台中》- 嚴長壽 陳文茜 鄭元暢等名人著
- 2010年 《鄭元暢 自導自演》

### 個人寫真書及年曆
- 2003年《元味暢快 Party Set》
- 2003年《元暢天使年曆》- 後援會限定
- 2006年《凝視 鄭元暢2006年年曆》- 後援會限定
- 2007年 日本《2007年 Joseph Cheng Calendar》- 後援會限定
- 2008年 日本《2008年 Joseph Cheng Calendar》
- 2009年 日本《2009年 Joseph Cheng Calendar》
- 2009年《鄭元暢 日本石川縣 夏日暢遊 寫真書》- 隨個人EP《暢一首歌》私密貼近版附送
- 2009年《鄭元暢 暢一首歌 2010 Calendar》- 隨個人EP《暢一首歌》全面擁抱版附送
- 2010年 日本《2010年 Joseph Cheng Calendar》

### 戲劇寫真書
- 2003年 薔薇之戀寫真紀實
- 2004年 撞球小子電視寫真書
- 2004年 愛情魔戒真愛全紀錄
- 2005年 惡作劇之吻幕後紀實
- 2005年 惡作劇之吻筆記書
- 2007年 熱情仲夏寫真紀實
- 2008年 惡作劇2吻人物寫真紀實
- 2008年 惡作劇2吻純愛明信片書
- 2008年 惡作劇2吻星情手札
- 2008年 蜂蜜幸運草電視寫真
- 2008年 我的億萬麵包私房寫真
- 2008年 我的億萬麵包戀愛記事
- 2011年  歡迎愛光臨 幸福攝影集
- 2011年  國民英雄 薩摩塔斯之愛
- 2014年  你照亮我星球 寫真：You Light Up My Star

## 模特工作
- 2003年8月14日 Pelletteria 皮件秀
- 2003年8月26日 潘怡良服裝秀
- 2003年8月27日 Levis 服裝秀
- 2003年9月2日 Fortis 太空表秀
- 2003年9月14日 華納威秀 Y3 服裝秀
- 2003年9月23日 Marc Jacobs 秋冬裝發表會
- 2003年9月26日 Puma 服裝秀
- 2003年10月17日 蘇格蘭品牌 Pringle 台北旗艦店開幕服裝秀
- 2003年10月29日 Kangol 帽子秀
- 2003年12月5日 Porter 包包秀
- 2003年12月18日 高雄漢神卡地亞秀
- 2004年4月4日 D-Mop 米老鼠T恤秀
- 2004年9月9日 Puma Martial Arts 系列服裝秀
- 2004年9月17日 擔任Y3秀主持人
- 2004年12月31日 台北最High新年城服裝秀
- 2005年4月2日 斐瑟對應旗艦店開幕髮型秀
- 2005年3月13日 Hito 變裝秀
- 2005年4月8日 Replay 服裝秀
- 2005年9月13日 Dries Van Noten服裝秀
- 2005年9月16日 三宅一生服裝秀
- 2005年11月30日 Celine 時尚風華展
- 2006年6月26日 斐瑟髮型發表秀
- 2006年10月27日 上海時裝周開幕秀
- 2007年1月16日 巴塞隆納 Adidas Originals 服裝秀
- 2007年3月20日 Levi's Engineered Jeans 服裝秀
- 2007年4月1日 Timberland 春夏發表會
- 2007年6月7日 Dior Homme 男性保養品秀
- 2007年6月27日 Adidas Originals 07 秋冬新品發表服裝秀
- 2007年8月2日 moto新款手機發表會
- 2008年3月27日 上海「夢特嬌」時裝秀
- 2008年4月18日 Just Gold 春夏發表會
- 2008年7月9日  Adidas 北京三里屯開幕秀
- 2008年7月12日 台北魅力國際時尚展
- 2008年9月11日 Adidas 秋冬秀

## 獎項紀錄
| 日期           | 地點 | 活動名稱                                                                | 獲得獎項                                         |
| 2004年11月26日 | 上海 | 《萊卡風尚大典》                                                        | 萊卡風尚獎                                       |
| 2007年1月15日  | 北京 | 《娛樂大典頒獎盛典》                                                    | 2006年時尚新銳                                   |
| 2007年7月5日   | 上海 | 《第一屆時尚風潮大賞頒獎盛典-羅萊之夜》                                 | 年度最佳時尚新銳人物                             |
| 2007年10月30日 | 徐州 | 《第一屆模特大典》                                                      | 最佳多棲模特                                     |
| 2008年12月16日 | 北京 | 《2008「時尚先生」年度頒獎典禮》                                        | 年度男模                                         |
| 2009年1月15日  | 首爾 | 《2009年亞洲模特兒獎頒獎典禮》 （Asia Model Festival Awards 2009）      | 亞洲特別獎                                       |
| 2009年3月25日  | 北京 | 《娛樂大典頒獎典禮》                                                    | 最具影響力時尚男藝人                             |
| 2009年12月14日 | 香港 | 《Yahoo!搜尋人氣大獎2009頒獎典禮》 （Yahoo! Asia Buzz Awards 2009）     | 香港區最受歡迎台灣藝人 國際男演員獎              |
| 2009年12月17日 | 上海 | 《ELLE2009風尚大典》 （ELLE Style Awards 2009）                         | 跨界新人獎                                       |
| 2010年1月11日  | 北京 | 《第二屆蒙牛酸酸乳音樂風雲榜新人盛典》                                  | 年度全能新人大獎                                 |
| 2010年2月28日  | 深圳 | 《2009年雪碧中國原創音樂流行榜頒獎典禮》                                | 最優秀新人獎 台灣地區我最喜愛人氣偶像獎          |
| 2010年3月28日  | 成都 | 《全球華語榜中榜第十四屆頒獎禮暨亞洲影響力大典》                        | 台灣地區最佳電視劇男演員                         |
| 2010年10月23日 | 首爾 | 《經濟領導高峰會/亞洲音樂祭》 （G20 SEOUL SUMMIT / ASIA SONG FESTIVAL） | 亞洲巨星獎                                       |
| 2010年12月17日 | 香港 | 《Yahoo!搜尋人氣大獎2010頒獎典禮》 （Yahoo! Asia Buzz Awards 2010）     | 亞洲最具號召力台灣男藝人                         |
| 2014年9月4日   | 首爾 | 《第9屆首爾國際電視節》 （Seoul International Drama Awards 2014）       | 觀眾投票最高人氣獎（臺灣）（與金秀賢、胡歌同獲） |

### 金鐘獎
| 年份   | 頒獎典禮     | 獎項             | 作品         | 角色   | 結果 |
| ------ | ------------ | ---------------- | ------------ | ------ | ---- |
| 2024年 | 第59屆金鐘獎 | 戲劇節目男配角獎 | 《有生之年》 | 高嘉揚 | 獲獎 |

## 外部連結
- （繁體中文）元暢飛夢裡 Joe's Family 鄭元暢官方網站 （页面存档备份，存于）
- （日語）Joe's Family Japan ジョセフ・チェン公式 鄭元暢日本官方網站 （页面存档备份，存于）
- 鄭元暢的新浪微博
- 鄭元暢的Facebook專頁
- 鄭元暢的Instagram帳戶
- 鄭元暢的X（前Twitter）
- YouTube上的鄭元暢頻道
- 鄭元暢在互联网电影资料库（IMDb）上的資料（英文）
- 鄭元暢在香港影庫上的簡介
- 鄭元暢在豆瓣上的资料（简体中文）
- 鄭元暢在时光网上的簡介（简体中文）